# 맬컴 스튜어트
맬컴 스튜어트(Malcolm Stewart, 1948년 5월 15일 ~ )는 캐나다의 배우이다.

## 출연 작품
- 마이 보이프렌즈 독스 (2014년)
- 미스터 미라클 (2014년)
- 웨딩 채플 (2013년)
- 투 더 맷 (2011년)
- 카오스 (2011년) - 버트 헥커 역
- 베스트 플레이어 (2011년)
- 시듀스드 바이 라이 (2010년)
- 캣츠 앤 독스 2 (2010년)
- What Color Is Love? (2009)
- 두 유 노우 미 (2009년)
- 그레이스 (2009년)
- 램페이지 : 더 테러리스트 (2009년) - 은행 점장 역
- 더 문 (2009년) - 기술자 역
- 크리스마스 별장 (2008년)
- 더 버터플라이 (2007년) - 데이브 카버 역
- A Little Thing Called Murder (2006)
- 나비 효과 2 (2006년)
- 에이트 빌로우 (2006년)
- 터미널 시티 (2005년)
- 허프 (2004년)
- 미라클 (2004년)
- 네고시에이터 2 (2000년)
- 스크류드 (2000년)
- 블러드 머니 (1999년)
- 페이탈 바이러스 (1999년)
- 타이타닉 (1996년)
- 인스팅트 (1996년)
- 에비 (1995년)
- 해군생도 폴라 코프린 (1995년)
- 쥬만지 (1995년)
- 하트 오브 어 차일드 (1994년)
- 포 더 러브 오브 아론 (1994년)
- 워크 어게인 (1994년)
- 인플루언스 (1994년)
- 색슨 클럽 (1994년)
- 룸메이트 (1994년)
- 타임캅 (1994년)
- 화성에서 온 소녀 (1991년)
- 스위트 홈 (1990년)
- 최후 통첩 (1989년)
- 사랑 교체 (1988년)

### 텔레비전
- 제3의 눈 (1996-2002)
- 스몰빌 (2001-05)
- 배틀스타 갈락티카 (2005)
- Fallen (2006)
- 카일 XY (2006-08)
- 트래블러 (2007)